# Dariénplanen
Dariénplanen var ett misslyckat försök av Skottland att etablera en koloni på Panamanäset (i Darién-gapet).
Det sena 1600-talet var ekonomiskt en svår tid för Skottland. Ett antal medel för att bota den desperata situationen statuerades av 1695 års parlament. Bank of Scotland grundades, och skolsystemet gjordes om. Detta gav Skottland ett relativt stort övertag gentemot England, då England utvecklade kommunal utbildning relativt sent. Skottlandskompaniet fick statliga medel till att handla med urinvånare i koloniserade områden.
Skottarna hade tidigare skickat kolonisatörer till den engelska kolonin New Jersey och hade etablerat en misslyckad koloni vid Stuart's Town i vad som idag är South Carolina. Skottlandskompaniet blev snart inblandat i Dariénplanen, en ambitiös plan planerad av William Paterson. Planens mål var att etablera en koloni på Panamanäset i hopp att kunna handla med Fjärran östern. Det var detta mål som långt senare ledde till byggandet av Panamakanalen. Skottlandskompaniet lyckades snart finna stöd för planen i London, men den engelska regeringen var emot idén eftersom de var i krig med Frankrike och inte ville råka i trångmål med Spanien, som gjorde anspråk på Panamanäset som en del av Nya Granada. De engelska investerarna tvingades därför ta tillbaka sina bud. Tillbaka i Edinburgh lyckades kompaniet få ihop 400 000 pund på ett par veckor, tack vare investeringar från alla delar av samhället. Totalt fick de ihop ungefär en tredjedel av hela Skottlands tillgångar. Tre mindre flottor med totalt 3 000 män skickades iväg till Panama. Det hela slutade med katastrof. Skottarna trodde att kolonin skulle vara ett tropiskt paradis med vänskapliga urinvånare villiga att handla. Istället visade det sig att området var en ogästvänlig djungel med dålig jord och urinvånare som var totalt ointresserade av de föremål skottarna tagit med sig, istället för bra jordbruksutrustning som de ville ha. Skottarna var dåligt utrustade och utsatta av oavbrutet regn. De attackerades av spanjorerna i Cartagena, och nekades samtidigt stöd från engelsmännen i Västindien, vilket ledde till att kolonin övergavs, och de flesta av kolonisatörerna dog av svält eller sjukdomar. Endast 1 000 överlevde och endast ett skepp lyckades ta sig tillbaka till Skottland. Ett skepp nådde Port Royal men nekades hjälp från engelsmännen enligt order från det engelska parlamentet.
Dariénplanens misslyckande åberopas ofta som en av anledningarna till Unionsakterna 1707. Engelsmännen gick med på att täcka den skotska regeringens skuld till sin befolkning, vilket troligen också var en av anledningarna till att Unionsakten inte mötte lika stort motstånd i Skottland som tidigare försök att ena länderna.